# یواخیم پایپر
یواخیم پایپر (به آلمانی: Joachim Peiper) یک افسر اس‌اس بود که در ۳۰ ژانویه ۱۹۱۵ میلادی، در یک خانواده متوسط در شهر برلین، آلمان به دنیا آمد. خانواده او اصالتاً از اهالی سیلیسی واقع در لهستان بودند. یواخیم همراه برادر بزرگش هورست وارد تشکیلات جوانان هیتلری گردید او ابتدا تصمیم داشت تا به هنگ چهارم سواره نظام بپیوندد اما با نصیحت ژنرال والتر رایشنو که از دوستان خانوادگی آنها بود به شاخه نظامی اس اس پیوست.

## ورود به اس اس
در سال ۱۹۴۳ میلادی به فرماندهی هنگ یکم اس اس رسید و تا پایان جنگ این سمت را در اختیار داشت این هنگ تحت فرماندهی یواخیم پایپر در چند نبرد و چندین تهاجم شبانه بر ضد نیروی‌های شوروی شرکت کرد. هنگ تحت فرمان او در نبرد ژیتومیر نقش مهمی در جلوگیری از پیشروی قوای ارتش سرخ و توقف حمله آنان داشت و موفق شد فرماندهی ۴ لشکر دشمن را تصرف کند و به خاطر لیاقتی که از خود نشان داد توانست نشان صلیب شوالیه را بگیرد. در همین ایام واحد تحت فرماندهی او دست به جنایات جنگی زد و در ۶ دسامبر ۱۹۴۳، ۲۲۸۰ نفر سرباز روسی را که به اسارت گرفتند کشتند و در روستای پیکارتشینا تمامی اهالی روستا را کشتند و خانه‌ها را آتش زدند.

## دستگیری
در ۱۹۴۵ میلادی وقتی خبر خودکشی ادولف هیتلر را شنید و متفقین وارد آلمان شدند وی را حوالی منطقه ای بنام شلیرسی دستگیر کردند و به اردوگاه کار اجباری داخاو فرستادند. در بازجویی هابش پذیرفت که او و نیروهایش مسئول جنایت یاد شده‌است. در ژوئیه ۱۹۴۶ میلادی، یواخیم پایپر و همراهانش به جنایت جنگی محکوم به اعدام شدند. اما در دادگاه تجدید نظر حکم وی و تعدادی از همراهانش به حبس ابد تبدیل کرد. یواخیم پایپر پس از ۱۱ سال از زندان آزاد شد او دوران بعد از زندان خود را در یک شرکت پورشه در شهر اشتوتگارت مشغول بکار شد اما موقعی که خواست به آمریکا سفر کند به او بخاطر جنایات جنگی که انجام داد ویزا ندادند و در سال ۱۹۷۲ به فرانسه رفت و در ملک شخصی خودش زندگی کند در فرانسه با احتیاط در سکوت زندگی می‌کرد تا شب ۱۴ ژوئیه ۱۹۷۶ میلادی که منزلش را آتش زدند و پایپر بر اثر خفگی جان داد. گر چه قاتل یا قاتلان او پیدا نشدند اما افراد نهضت مقاومت فرانسه در معرض سوظن قرار داشتند.

## زندگی شخصی و ازدواج
یواخیم پایپر در سال ۱۹۳۸ با مونیکا ولادیسلاو دانشجوی ترم آخر ادبیات آلمانی، پنهانی ازدواج کرد و تا پایان جنگ نامی از او در عموم به میان برده نشد. مونیکا که از پدر اصالت لهستانی و از مادر پیشینهٔ ایتالیایی داشت در سال ۱۹۳۳ به قصد تحصیل به برلین مهاجرت کرد و در همان‌جا با یواخیم آشنا شد و علی‌رغم نارضایتی والدینش با یواخیم افسر اس اس ازدواج کرد. همین ازدواج منجر به ترک همیشگی لهستان و ممنوع الورود شدن وی حتی پس از پایان جنگ شد. مونیکا به زبان‌های انگلیسی، روسی، آلمانی، ایتالیایی، عربی و اسپانیایی تسلط کامل داشت و در حوزهٔ زبانشناسی مقالات و کتب فراوانی را به چاپ رسانید او همچنین یک مربی ویلون سل بود و تا پیش از جنگ به کودکان زبان و موسیقی آموزش می‌داد اما پس از ازدواج مجبور به ترک تحصیل، شغل و زندگی حرفه ای خود بود و همین عاملی بود برای درخواست طلاق از یواخیم که هرگز به نتیجه نرسید. اما این تمام ماجرا نبود برای این افسر عاشق داشتن همسری با اصالت لهستانی اصلاً وجه قابل قبولی برای عموم مردم و هواداران هیتلر نداشت از همین رو او در مراسمات مردمی و عمومی از دایه فرزندان به عنوان همسر استفاده می‌کرد هرچند که کاملاً مشخص بود این زن پا به سن گذاشته هرگز همسر یک افسر خوش قیافه نازی نخواهد بود. یواخیم تا پایان عمرش به همسرش وفادار ماند و در نامه‌های بجا مانده از او به عنوان پرندهٔ خوشبختی یاد کرده و در تمامی نامه‌هایش به او قول داده‌است که روزی دوباره می‌تواند به لهستان بازگردد که این امر هرگز به وقوع نپیوست

### پایان جنگ و محاکمه افسران
یواخیم رهبر کشتار معروف مالمدی بود و به دلیل افشاگری و مدارک بجا مانده از جنایات وی از نظر عموم مستحق مرگ بود اما مونیکا توانست با کمک ارتباطاتی که در لهستان داشت به شکلی کاملاً سری یواخیم را از اعدام تبرئه و از آلمان خارج کند. یواخیم که افسر ثروتمند نازی بود پس از جنگ دیگر هیچ چیزی برایش باقی نماند. اما به دلیل عشق بیش از اندازه اش به مونیکا در دوران قدرت خود یک آپارتمان در فرانسه و یک عمارت در مونیخ را به وی هدیه کرد و همچنین مقدار ارزش جواهرات و هدایای مونیکا به قدری زیاد بود که سالها در مجامع خصوصی ارتش نازی لقب بانوی خز و سکه را به او اختصاص دادند و همین هدایای عاشقانهٔ افسر خونخوار نازی یک زندگی تجملاتی و اشرافی دیگری پس از فرار از آلمان به سیاتل را برای این زوج فراهم نموند. 

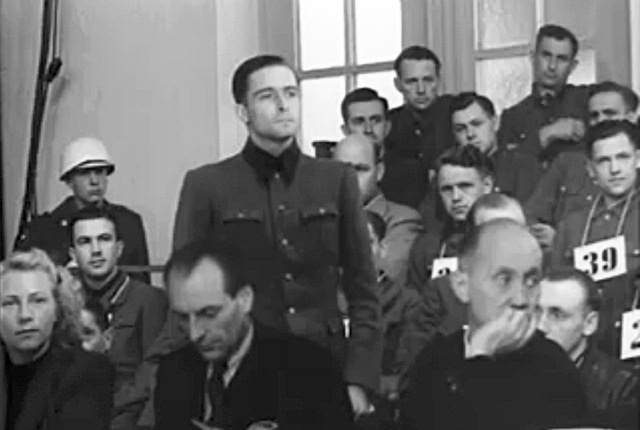
یواخیم پایپر در دادگاه در سال ۱۹۴۶ میلادی